# Odorrana chloronota
Odorrana chloronota är en groddjursart som först beskrevs av Günther 1876.  Odorrana chloronota ingår i släktet Odorrana och familjen egentliga grodor. IUCN kategoriserar arten globalt som livskraftig. Inga underarter finns listade i Catalogue of Life.